# Hintere Gasse 28 (Oberderdingen)

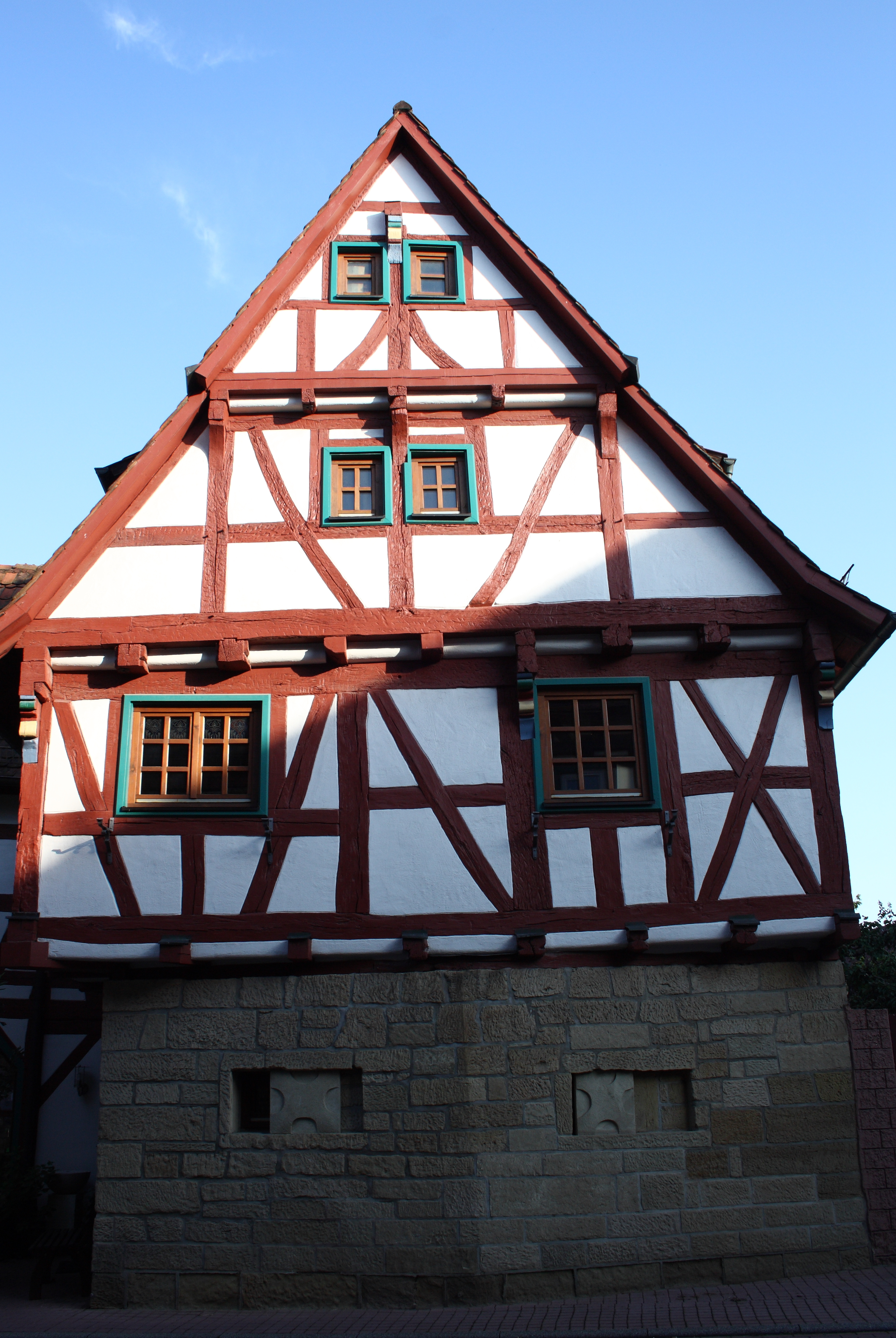
Fachwerkhaus Hintere Gasse 28 in Oberderdingen

Das Gebäude Hintere Gasse 28 ist ein Fachwerkhaus in Oberderdingen, einer Gemeinde im Landkreis Karlsruhe in Baden-Württemberg, das im 16. Jahrhundert errichtet wurde. Das Gebäude ist ein geschütztes Baudenkmal.

## Beschreibung
Das Haus steht mit dem Ostgiebel zur Straße und über dem massiven Erdgeschoss, mit Steinschiebefenster versehen, erhebt sich ein Fachwerkstock und zwei Dachstöcke, die überkragen. Besonders erwähnenswert ist der sparsame Einsatz der Hölzer, sodass die Gefache zur Geltung kommen. An den Eck- und Bundständern sehen wir profilierte Konsolen. Im 18. Jahrhundert wurde im rechten Winkel eine Erweiterung des Hauses angebaut.